# Apologie
Ne doit pas être confondu avec Apologue ou Haplologie.
 (décembre 2022).
Dans son sens originel, l'apologie est un genre littéraire visant à argumenter en défense contre les attaques visant une personne ou une doctrine. Apologie vient des mots grecs ἀπὸ (apo), écartement et λόγος (logos) discours.
L'Apologie de Socrate est un exemple du genre, où Platon met en scène Socrate se défendant lui-même lors du procès qui déboucha sur sa condamnation à mort. Utilisée dans l'Antiquité par des orateurs et des avocats, l'apologie est aussi un moyen de réagir à des attaques publiques.
Les chrétiens eurent recours à l'apologétique, argumentant pour la défense des doctrines du christianisme contre les arguments des païens. Le plus ancien ouvrage dont nous disposons est celui présenté par Aristide à l'empereur Hadrien lors de la visite de ce dernier à Athènes en 125. Le terme "apologie" apparaît chez Tertullien qui écrit ainsi en 197 une Apologie du christianisme. Les apologistes chrétiens (Justin de Naplouse, Théophile d'Antioche…) visent par ce moyen à plusieurs buts : pas seulement la défense des communautés et de la doctrine, pas seulement la réfutation des croyances et des doctrines adverses, mais aussi la formation des fidèles, la fortification de leur foi et l'exhortation à la vertu.
Le terme a évolué pour désigner un discours ou un écrit ayant pour but la défense de quelqu'un ou la justification d'une action, d'un ouvrage, d'une doctrine,. En France, la loi sur la liberté de la presse du 29 juillet 1881, modifié par la loi n°2021-1109 du 24 août 2021, de par son article 24 punit l'apologie « des crimes civils, des crimes de guerre, des crimes contre l'humanité ou des crimes et délits de collaboration avec l'ennemi ».
Depuis le 13 novembre 2014, le code pénal français réprime également l'apologie publique des actes de terrorisme, la peine encourue étant de cinq ans d'emprisonnement et de 75 000 € d'amende. Elle est portée à sept ans d'emprisonnement et à 100 000 € lorsqu'elle a été effectuée « en utilisant un service de communication au public en ligne ». Sa prescription est de vingt ans.

### Études
- Gaide, F. (1991). Le niveau de la science médicale apuléienne dans l'Apologie. Vita Latina, 123(1), 39-42.
- Munier, C. (1986). La structure littéraire de l’apologie de justin. Revue des sciences religieuses, 60(1-2), 34-54.
- Bernard Pouderon, in Kentron, no 24, 2008.